# La Cascade de feu
La Cascade de feu je francouzský němý film z roku 1904. Režisérem je Georges Méliès (1861–1938). Film trvá zhruba 3 minuty. Ve Spojených státech vyšel pod názvem The Firefall a ve Spojeném království jako Cascade of Fire.

## Děj
Film zachycuje majitele domu, jak nadává sluhovi a služce, aby se nepoflakovali. Ti se po jeho odchodu začnou spolu hádat, ale během vzájemných výhrůžek je vyruší satan, který z nich udělá své asistenty, kteří mu v jeskyni pomohou stvořit půvabnou tanečnici. Satan ji přemístí do domu a uloží ji na pohovku, kde si ji s nadšením všimne vracející se pan domácí.